# ザ・スター (ラジオ番組)
『ザ・スター』は、ラジオ大阪で放送されていたアーティストを紹介する音楽番組である。

## パーソナリティ
- 池田淳子

## 放送時間
- 毎週木曜23:30 -（2011年4月～終了不明）
- 毎週火曜24:00 -（2011年1月～3月）
- 毎週土曜14:30 -（開始(?)～2010年12月、最終週は別番組放送の為、休止。）

| スタブアイコン | サブスタブ | この項目は、まだ閲覧者の調べものの参照としては役立たない、ラジオ番組に関連した書きかけの項目です。この項目を加筆・訂正などしてくださる協力者を求めています（P:ラジオ/PJ:放送番組）。 |